# Ralph Super-héros
Ralph Super-héros (The Greatest American Hero) est une série télévisée américaine en 44 épisodes de 45 minutes, créée par Stephen J. Cannell et diffusée entre le 18 mars 1981 et le  3 février 1983 sur le réseau ABC.
En France, la série a été diffusée à partir du 29 octobre 1990 sur La Cinq et rediffusée sur TF1 et Ciné FX.

## Synopsis
Des aliens confient à un professeur, Ralph Hinkley, un costume qui lui apporte des super-pouvoirs, afin qu'il fasse régner l'ordre et la justice sur Terre. Le costume, qui ne fonctionne qu'avec lui, lui apporte des pouvoirs tels que la capacité de voler, l'invulnérabilité et une force surhumaine. Mais l'apprentissage de ces nouvelles capacités ne se fait pas sans mal.

## Distribution
- William Katt (V. F. : Thierry Ragueneau) : Ralph Hinkley
- Connie Sellecca (V. F. : Maïk Darrah) : Pamela Davidson-Hinkley
- Robert Culp (V. F. : Marc de Georgi) : Bill Maxwell
- Don Cervantes : Paco Rodriguez
- Faye Grant : Rhonda Blake
- Michael Paré : Tony Villacona

## Épisodes

### Première saison (1981)
1. Ralph, super héros 1re partie (The Greatest American Hero [1/2])
2. Ralph, super héros 2e partie (The Greatest American Hero [2/2])
3. Carjacking (The Hit Car)
4. Il te regarde, petit ! (Here's Looking at You kid)
5. Samedi soir sur les boulevards (Saturday on Sunset Bouleverd)
6. Reseda Rose (Reseda Rose)
7. Mes idoles ont toujours été des cow-boys (My Heroes Have Always Been Cowboys)
8. Le pyromane (Fire Man)
9. Le pire scénario catastrophe (The Best Desk Scanario)

### Deuxième saison (1981-1982)
1. Titre français inconnu (The Two-Hundred-Mile-an-Hour Fastball)
2. Titre français inconnu (Operation Spoil Sport)
3. Titre français inconnu (Don't Mess Around With Jim)
4. Titre français inconnu (Hog Wild)
5. Titre français inconnu (Classical Gas)
6. Titre français inconnu (The Beast in Black)
7. Titre français inconnu (The Lost Diablo)
8. Titre français inconnu (Plague)
9. Titre français inconnu (Train of Thought)
10. Titre français inconnu (Now You See It...)
11. Titre français inconnu (The Hand-Painted Thai)
12. Titre français inconnu (Just Another Three Ring Circus)
13. Titre français inconnu (The Shock Will Kill You)
14. Titre français inconnu (A Chicken In Every Plot)
15. Titre français inconnu (The Devil and the Deep Blue Sea)
16. Titre français inconnu (It's All Downhill From Here)
17. Titre français inconnu (Dreams)
18. Titre français inconnu (There's Just No Accounting...)
19. Titre français inconnu (The Good Samaritan)
20. Titre français inconnu (Captain Bellybuster and the Speed Factory)
21. Titre français inconnu (Who's Woo in America)
22. Titre français inconnu (Lilacs, Mr. Maxwell)

### Troisième saison (1982-1983)
1. Titre français inconnu (Divorce Venusian Style)
2. Titre français inconnu (The Price is Right)
3. Titre français inconnu (This is the One the Suit Was Meant For)
4. Titre français inconnu (The Resurrection of Carlini)
5. Titre français inconnu (The Newlywed Game)
6. Titre français inconnu (Heaven is in Your Genes)
7. Titre français inconnu (Live at Eleven)
8. Titre français inconnu (Space Ranger)
9. Titre français inconnu (Thirty Seconds Over Little Tokyo)
10. Titre français inconnu (Wizards And Warlocks)
11. Titre français inconnu (It's Only Rock and Roll)
12. Titre français inconnu (Desperdo)
13. Titre français inconnu (Vanity, Says the Preacher)

### Hors saison (The Greatest American Heroine)
1. Titre français inconnu (The Greatest American Heroine)

- En 1986, les producteurs voulaient faire une version féminine de la série Ralph, mais après avoir visionné le pilote de 46 min avec Mary Ellen Stuart, la série a été annulée.

## Commentaire
- Le Thème du générique de cette série "Believe it or not" est chanté par Joey Scarbury. Durant l'été 1981, il a été classé numéro deux sur le Billboard Chart américain [2].

## Apparitions de célébrités
Parmi la distribution, des visages célèbres sont présents : James Whitmore Jr., Joseph Wiseman, Red West, Ferdy Mayne, Duncan Regehr, Carmen Argenziano, Tony Burton, Paul Koslo, Gregory Sierra, Jeff MacKay, Christine Belford, Dabbs Greer, Joe Mantegna, Jeremy Kemp, James Shigeta, Barbara Hale, Keenan Wynn, Dick Butkus, Andrew Robinson, June Lockhart, William Windom, Mako, Soon-Tek Oh, Bob Saget, David Paymer, Sandy Martin ou John Vernon.

## Récompense
- Saturn Award 2006 à l'Academy of Science Fiction, Fantasy & Horror Films : Meilleure édition de série vintage en DVD [3].

## DVD
- L'intégrale de la série est sortie en Zone 1 en coffret 9 DVD chez Mill Creek Entertainment le 18 mai 2010 en version originale non sous-titrée et sans suppléments [4].